# Multidimensionale Datenbank
Unter einer multidimensionalen Datenbank (auch Multi-dimensional database, MDDB bzw. Multi-dimensionales Datenbank-Management-System, MDBMS) versteht man ein Datenbanksystem, das die auf konzeptioneller Ebene dargestellten multidimensionalen Datenstrukturen auch in ihrer physischen Datenbank- und Speicherstruktur umsetzt.
Vorteile einer multidimensionalen Datenbank liegen unter anderem in der ergonomischen und intuitiven Benutzeroberfläche sowie kurzen und stabilen Antwortzeiten. Geeignet ist diese Art von Datenbanksystemen vor allem für die Analyse operativer Detaildaten.

## Vorteile
- Hohe Zugriffs-, Analyse- und Präsentationsflexibilität
- Interaktives Navigieren in den Datenbeständen
- Erstellung von Ad-hoc-Berichten und Grafiken zur geeigneten Ergebnispräsentation
- Ergonomische und intuitive Benutzeroberfläche
- Soll sich in das Arbeitsfeld des Nutzers einfügen
- Soll nicht das Erlernen technischen Wissens über die Datenbank voraussetzen
- Verschont den Nutzer mit dem Erkennen der Komplexität; kurze, stabile Antwortzeiten (Systemverfügbarkeit)
- Entdeckung verborgener Informationen und Zusammenhänge mit hohem Wert für Managemententscheidungen (Datenmustererkennung/Data Mining)
- Einsatz verschiedener Verfahren der künstlichen Intelligenz und Visualisierungsmethoden
- Nutzung zur Datenbereinigung (z. B. unplausible Analysedaten wegen schlecht gepflegter Datenfelder)

## Nachteile
Nachteilig ist diese Art von Datenbanksystemen vor allem für die Analyse operativer Detaildaten. Für Detaildaten eignen sich transaktionsorientierte, relationale Systeme besser.